# Combate de Miserere
El Combate de Miserere tuvo lugar al atardecer del 2 de julio de 1807 durante la segunda invasión inglesa al Río de la Plata. En una rápida acción las fuerzas británicas dispersaron a los defensores. Pero la victoria no fue aprovechada, y días más tarde el asalto final a la ciudad de Buenos Aires terminaría en la capitulación del ejército invasor.

## Antecedentes
Expulsadas de Buenos Aires tras la primera invasión de 1806, las fuerzas británicas fueron fuertemente reforzadas y optaron en esta oportunidad por ocupar la banda Oriental del Río de la Plata antes de atacar la capital del Virreinato: el 20 de enero vencieron a los defensores comandados por Bernardo Lecocq en el Combate del Cordón, sitiaron y ocuparon Montevideo el 3 de febrero, en marzo Colonia del Sacramento y vencieron el 7 de junio en el Combate de San Pedro a las fuerzas enviadas por Buenos Aires.
El 17 de junio las tropas británicas al mando de John Whitelocke se dirigieron a la banda occidental del río y tras desembarcar el 28 en Ensenada de Barragán y desbaratar la escasa resistencia, iniciaron el avance sobre la ciudad.

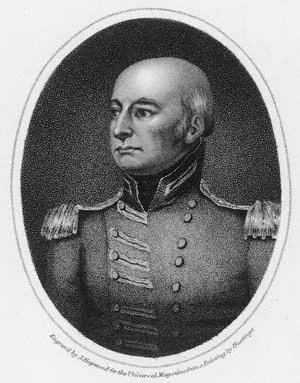
John Whitelocke.

La vanguardia británica marchaba al mando del mayor general Lewison Gower con dos brigadas al mando de los generales Robert Craufurd y William Lumley, el centro estaba al mando directo del general Whitelocke y de Samuel Auchmuty y la reserva al mando del teniente coronel Thomas Mahon, con diez cañones de tren volante y un obús.
La marcha de la vanguardia se hizo sin inconvenientes, dado que las fuerzas ligeras que al mando de Martín Rodríguez debían hostilizarlas se habían incorporado a las tropas de Santiago Liniers creyendo que el ejército inglés marcharía sobre Barracas.
Así, las tres columnas británicas marcharon completamente separadas, sin que Liniers lo supiese ni pudiera obstaculizar su avance, y sin más dificultades que las propias del terreno pantanoso y los numerosos arroyos a vadear, la falta de caballada y las fallas en el aprovisionamiento de las tropas, especialmente la falta de licor.

## Despliegue (1 de julio)

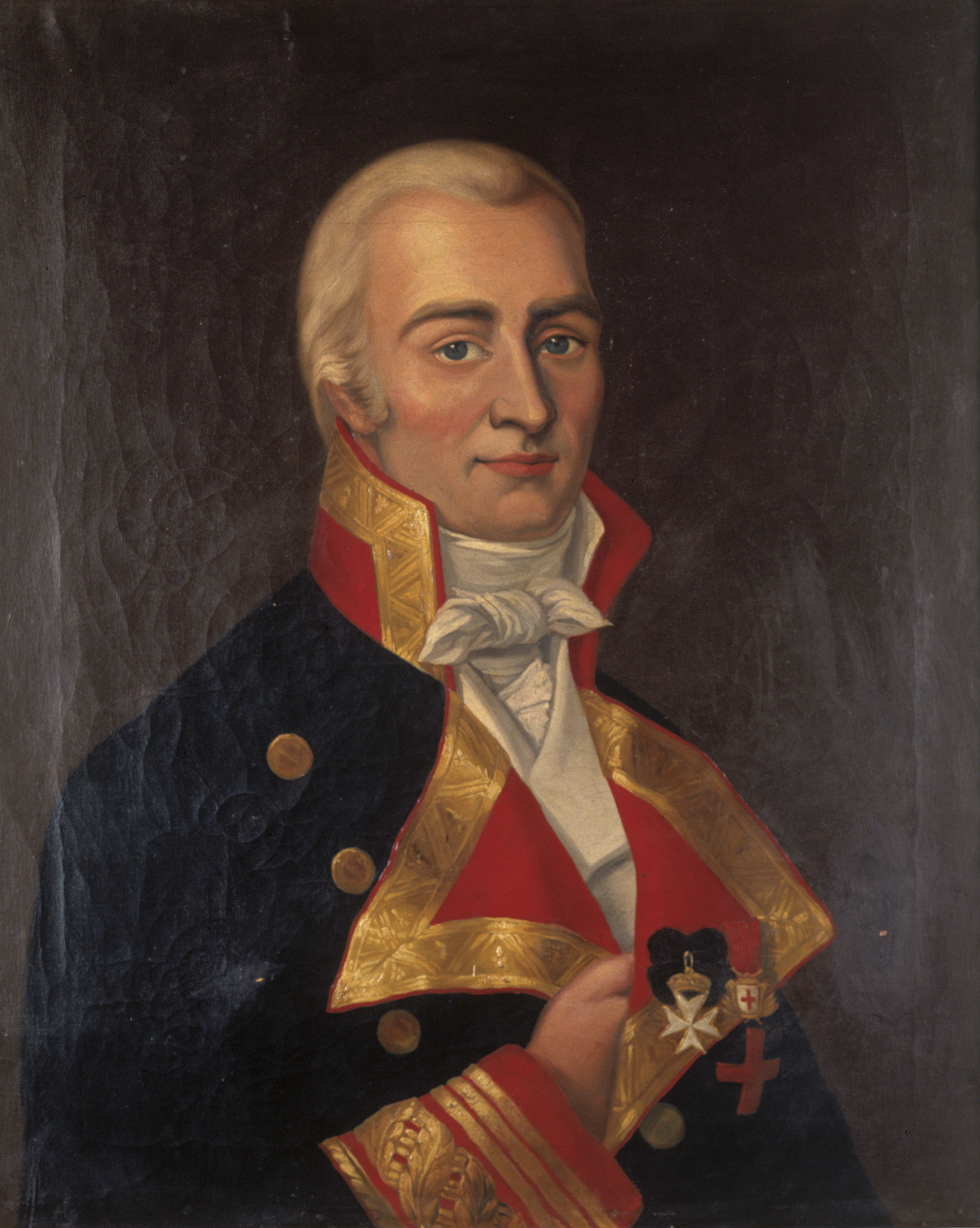
Santiago de Liniers.

La vanguardia inglesa al mando del segundo jefe del ejército invasor Gower debía ser detenida en las orillas del Riachuelo según los planes porteños. A esos efectos, el 1 de julio Liniers salió de Buenos Aires con sus tropas, básicamente milicianos con menos de un año de entrenamiento, para oponer resistencia en campo abierto, una clara muestra de que el comando español no había asimilado los desfavorables resultados que había tenido esa estrategia en la Banda Oriental.
Para peor, tendió su línea de batalla con el Riachuelo a sus espaldas guardando el puente de Gálvez 34°39′29″S 58°22′31″O / -34.65806, -58.37528 (cerca del actual puente Pueyrredón) sin aprovechar las ventajas que ese obstáculo natural podía proveerle: siendo superado ampliamente en número y principalmente en entrenamiento y experiencia de combate, la principal posibilidad de resistir en esas condiciones era adoptar fuertes posiciones defensivas. Con sus medidas, Liniers desperdiciaba esa única ventaja táctica: quedaba con sus tropas bisoñas con el río a las espaldas, por lo que un ataque combinado de las fuerzas británicas seguramente habría aniquilado por completo la totalidad de las fuerzas de defensa de la ciudad.
Pero las decisiones de Whitelocke no fueron mejores a las del héroe de 1806. Vanguardia, centro y retaguardia marcharon separadas y en una sola línea de avance, cuando una vez superado el terreno pantanoso que seguía a la cabeza de playa podría haber avanzado en varias columnas paralelas. Sin reagrupar sus fuerzas, desperdiciaba así la ventaja numérica sobre Liniers. Por otra parte, los ingleses no efectuaron un buen reconocimiento, y — por malestar entre los mandos — evitaron la mínima coordinación necesaria para aprovechar la ventaja decisiva que ofrecía el despliegue de su oponente.

### Fuerzas contendientes (1 de julio)

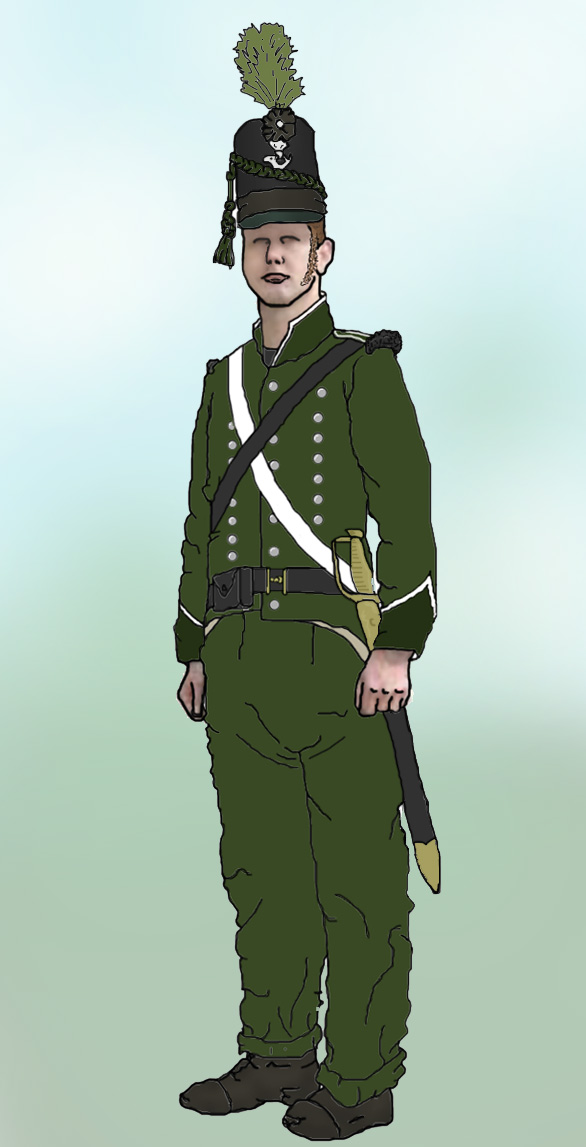
Regimiento n.º 95 (1815).

Para el 1 de julio el detalle de fuerzas de los británicos era:
- Vanguardia (mayor general John Lewison Gower):

Brigada Craufurd (brigadier general Robert Craufurd): cuatro compañías del regimiento 95 de rifleros (mayor Travers) y 9 del batallón ligero (teniente coronel Theodore Denis Pack).
Brigada Lumley (brigadier general William Lumley): regimientos 36 (teniente coronel Robert Burne) y 88 (teniente coronel Alexander Duff)
2 piezas de 3 libras y 2 de 6
Total de 2.620 hombres

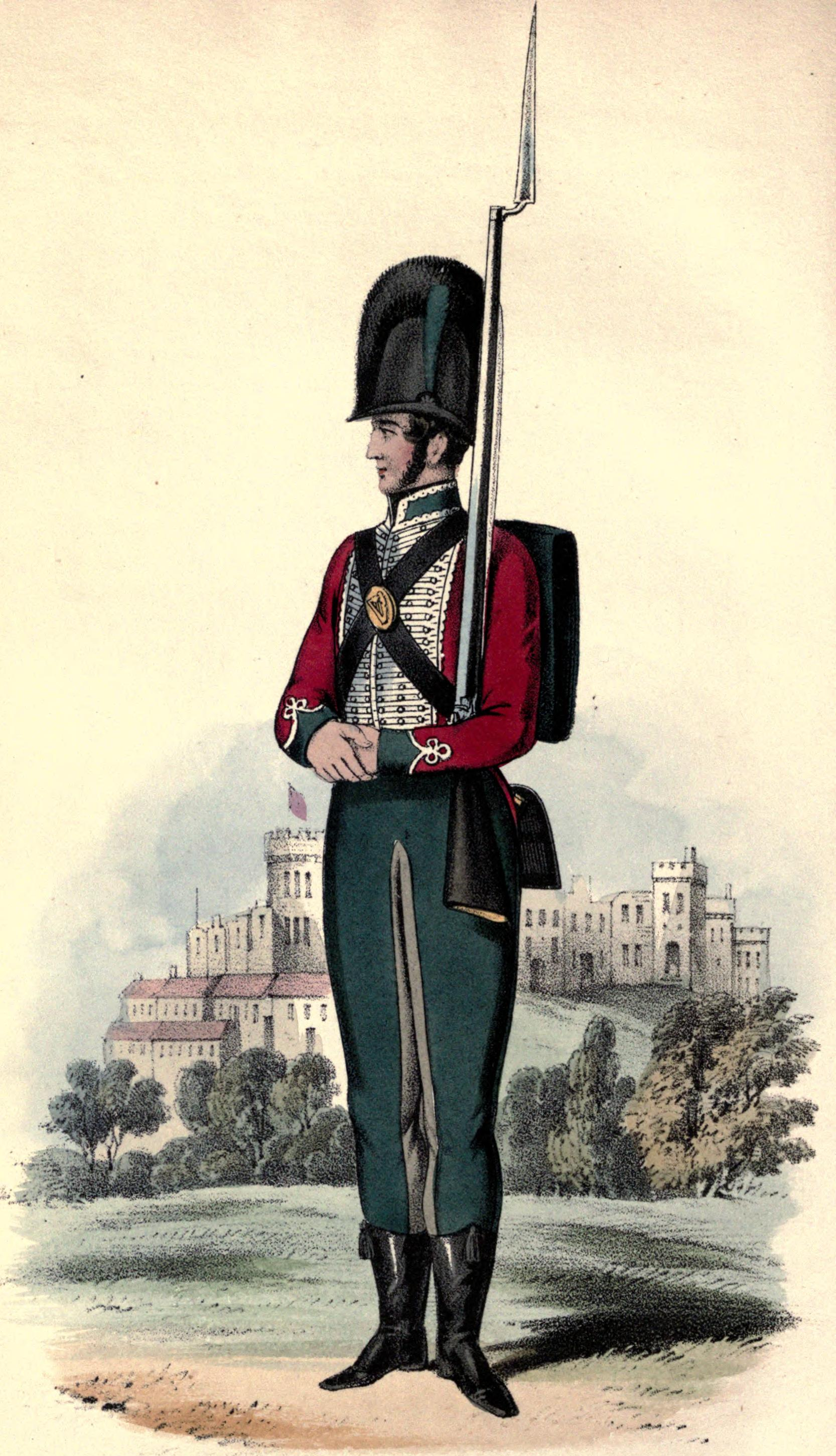
Regimiento n.º 87 (1793).

- Centro (general Whitelocke y Samuel Auchmuty):

Infantería: regimientos 5 (Northumberland) (teniente coronel Humphrey Davie), 38 (teniente coronel John Nugent), regimiento n.º 45 de Infantería (William Guard) y 87 (teniente coronel Edward G. Butler) y cuatro compañías del 95 (mayor Macleod)
Caballería: Regimiento n.º 9 de Dragones, parte del 6 de Dragones (teniente coronel N. Kington) y 2 secciones del 17 de Dragones Ligeros (teniente coronel Evan Lloyd.)
Artillería: 2 piezas de 6 libras (capitán Augustus Simon Frazer, comandante general de la artillería)
Total de 4.328 hombres
- Reserva (teniente coronel Thomas Mahon)

Infantería: regimiento 40 (mayor Sir Archibald Campbell), una compañía del 36 de infantería, una del 45 (mayor Gwynn), una del 88 y 200 marineros (capitán Rowley y Joyce)
Caballería: regimiento 17 de Dragones (capitán Bacon), un escuadrón del 9 de Dragones
Artillería: 4 piezas de 6 libras, un obús de 5 pulgadas y media (capitán Hawker, segundo de Frazer)
Total de 2.083 hombres
Por su lado las fuerzas de defensa estaban organizadas en tres divisiones:
- Ala derecha o División Balbiani (César Balbiani)

2 batallones de Patricios, los Granaderos de Terrada, un batallón de marina, dos compañías de Miñones Catalanes, dos escuadrones de Húsares
14 piezas de artillería
Total de 1987 hombres

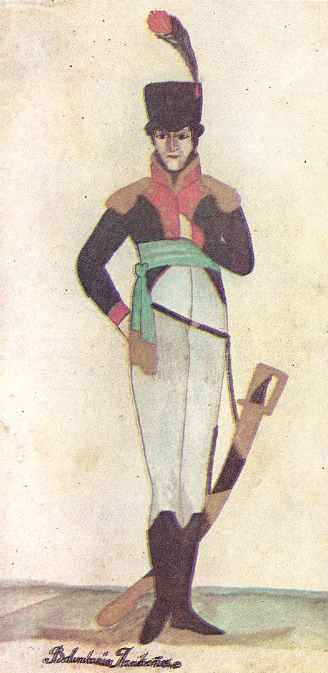
Soldado de Arribeños.

- Centro o División Elío (Francisco Javier Elío)

Gallegos, Pardos y Morenos, Andaluces, dos compañías de Miñones, un escuadrón de caballería
9 piezas
Total de 1.720 hombres
- Ala izquierda o División Velasco (Bernardo de Velasco)

Fijo, Blandengues, Vizcaínos, Arribeños, dos compañías de Miñones, un escuadrón de caballería
16 piezas
Total de 1.650 hombres
- Reserva o División Gutiérrez de la Concha (Juan Antonio Gutiérrez de la Concha)

Dragones, tercer batallón de Patricios, Montañeses, Miñones, dos escuadrones de caballería
14 piezas
Total de 1.580 hombres
Esto hacía un total general de 9.031 británicos con 11 piezas de artillería de campaña, y 6.937 defensores con 53 piezas de artillería. Los atacantes superaban así en número a los españoles, así como en calidad de sus tropas y mandos. Las fuerzas británicas tenían gran experiencia en combate y el entrenamiento, armamento e incluso doctrina de sus tropas, especialmente de las de vanguardia. Eran ampliamente superiores a las que le oponía la ciudad de Buenos Aires, cuyo núcleo lo constituían milicianos con gran entusiasmo pero pocos meses de entrenamiento, y unas escasas fuerzas veteranas de pobre desempeño en las campañas previas.

### Flanqueo
El plan general de los invasores preveía evitar un asalto frontal contra el dispositivo español en el puente, por considerarlo innecesario y riesgoso. Sabían que allí se concentrarían las fuerzas defensoras y el grueso de su artillería, que contarían supuestamente con la protección de la barranca, y que el puente en sí era un punto controlable para los defensores y fácil de destruir en caso de ser amenazado. De hecho, dieron por supuesto que el puente habría sido destruido y no confirmaron así la situación real.
Así, el mando británico había dispuesto que tras un avance directo hacia el cerrojo sobre el puente la vanguardia cayera sobre su flanco izquierdo y cruzara el Riachuelo río arriba, en un amplio movimiento de flanqueo por el oeste.
Pese a que las avanzadas tenían contacto visual con el dispositivo de Liniers, sus comandantes no tuvieron noticias de su imprudente cruce del río, lo que cambiaba por completo la situación táctica.
En la noche del día 1, Whitelocke resolvió que la agotada vanguardia y el grueso del ejército descansaran durante el día 2, y una vez reunidas las fuerzas recién marcharan el 3 para un asalto conjunto.
No obstante, a las 2 de la mañana del día 2, una fuerte y persistente lluvia lo hizo cambio de parecer. Sin dar más explicaciones que la urgencia de que las tropas descansaran a cubierto ante lo que parecía un largo temporal, y contra el parecer de su oficialidad en pleno, Whitelocke envió a Gower órdenes de avanzar a primera hora del mismo día 2. Las instrucciones eran de cruzar el Riachuelo por el paso que le pareciera mejor aguas arriba del puente y fuera a acantonarse a los suburbios del oeste, desde donde podía intimar rendición a la ciudad.
El comandante británico carecía aun de un plano que cubriera el territorio entre Ensenada y Retiro, y no aclaró su orden de avance con un croquis. Tanto la escuadra como Whitelocke entendían por oeste la posición Retiro-Recoleta, por ser el curso general del Río de la Plata de oeste a este, pero Gower no lo entendió así y no pasó del Once, incumpliendo de esa manera las intenciones de su jefe.

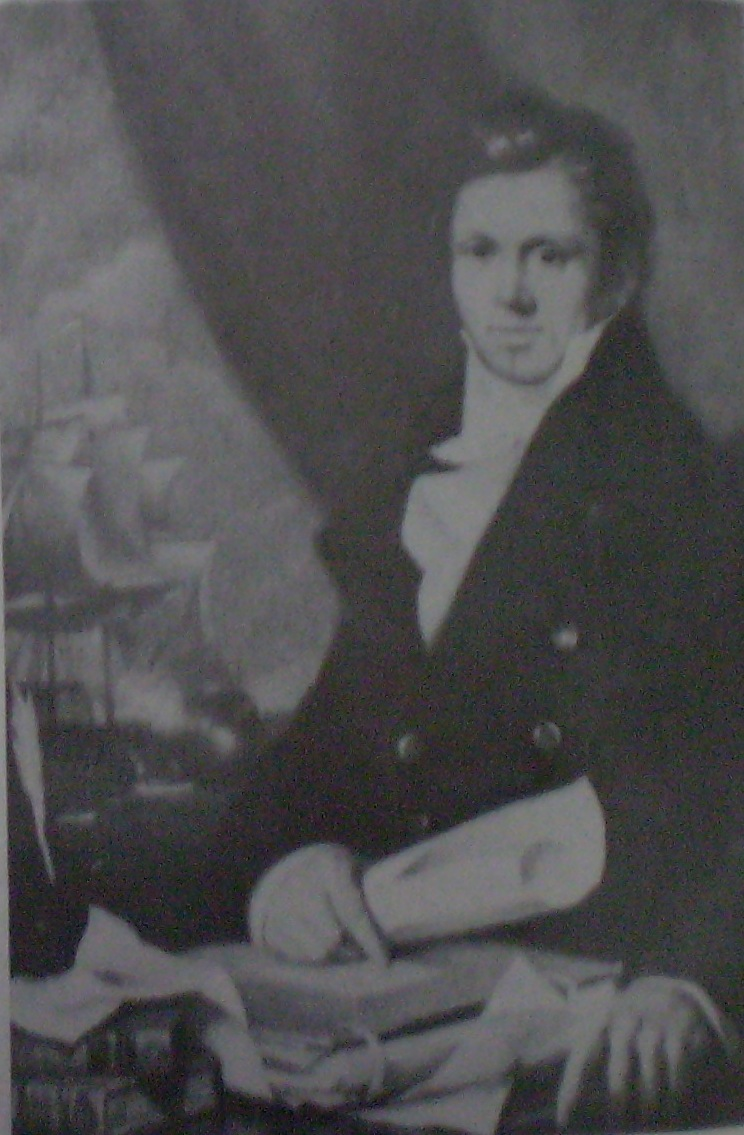
William Porter White.

Gower se encontraba en Bernal con William Porter White haciendo un proyecto para que todo el ejército marchara el día, 3 cruzando por el paso de Burgos (34°39′35″S 58°25′00″O / -34.65972, -58.41667, actual Puente Alsina) según las órdenes iniciales, cuando recibió las nuevas instrucciones de Whitelocke de iniciar el avance el mismo 2, sin tener en cuenta el cansancio de las tropas y la falta de víveres. Sin disimular su contrariedad al teniente coronel Bourke, quien comunicaba las órdenes, Gower conferenció nuevamente con White, conviniendo cruzar el Riachuelo por el mismo paso Burgos. Pero marcharían antes en dirección oeste por los terrenos altos, para seguir luego al norte por el camino de la hacienda hasta el paso y hasta el matadero de Miserere, donde planeaba acampar y establecer su comando en la quinta de White (anteriormente propiedad de Santiago de Liniers), ubicada en lo que es hoy la calle Virrey Liniers, entre Hipólito Yrigoyen y Belgrano, en el barrio del Once.
El comerciante americano White, principal promotor de la aventura de su socio Popham en 1806, afincado años atrás en Buenos Aires y con fuertes relaciones en la ciudad, había sido agregado como guía a la vanguardia: Un tal mister White, norteamericano, habitante de Buenos Aires que había escapado de la prisión en que lo había puesto Liniers, hizo las veces de guía. Es un hombre inteligente, bien informado y que conoce mucho la región.
Gower inició la marcha a las 9 y media de la mañana. Cuando Liniers vio que Gower rehuía la acción frontal y marchaba sobre el paso de Burgos, con lo que sería ineludiblemente flanqueado, mandó su caballería para que en un ataque de flanco intentará detener o demorar el cruce mientras él repasaba el Riachuelo y se adelantaba con su ala izquierda (división Velasco) para oponerse en la ribera opuesta.
Sin embargo la maniobra de Liniers se frustró por la rapidez de desplazamiento de los adversarios: «la mañana del día 2 me encontré con un cuerpo considerable de caballería, quizá 600, muchos de los cuales estaban vestidos de uniforme y tenían la apariencia de soldados regulares, el resto era del mismo tipo que había visto el día precedente». Gower observó el avance de la infantería en la margen opuesta del Riachuelo «aparentemente con la intención de defender el terreno elevado sobre el Paso Chico» y se les adelantó.
Ya cerca del paso Gower formó a la brigada Craufurd en línea a la derecha y después de unas descargas de fusilería y unos tiros de cañón la caballería se dispersó: «marché a eso de las 9 y choqué con un considerable cuerpo de caballería, hice retroceder una parte de este por el Riachuelo, y habiéndolos forzado a cruzarlo, me aseguré de la positiva existencia de ese paso, y lo seguí con mi división».
Frustrado su segundo intento Liniers siguió a marcha forzada por malos caminos y con muchas dificultades, en especial por su artillería, la misma dirección que estimada seguirían los británicos, los Corrales de Miserere, donde el año anterior había establecido sus cuarteles antes de emprender la reconquista de la ciudad, mientras el resto de sus tropas quedaba atrás.

## Avance inglés (2 de julio)

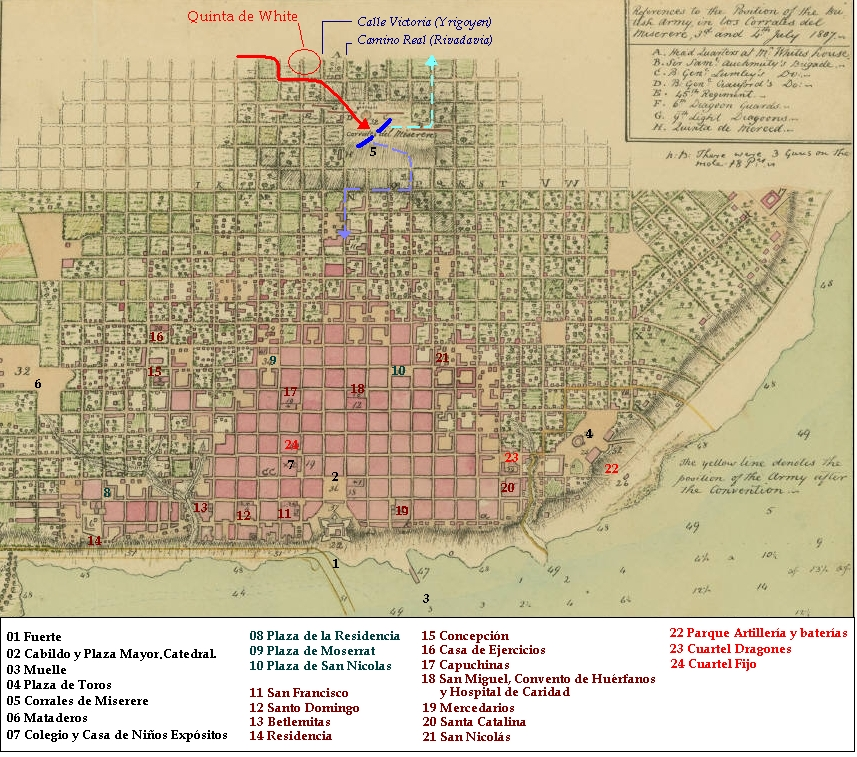
Avance británico y combate de Miserere.

La fuerte lluvia, el principal motivo para el cambio de planes que tan funestas consecuencias tendría para los invasores, cesó por completo. Gower cruzó a la una de la tarde sin mayores contratiempos el paso donde había una profundidad importante, de cuatro pies, pero con fondo que si bien fangoso era suficientemente firme para el cruce. De un «ancho de 30 yardas, la profundidad era tan considerable que debimos descargar la artillería y llevar la munición sobre la cabeza de los hombres y obligar a la infantería a llevar las cajas de cartuchos sobre sus hombros para evitar que se humedecieran».
Allí vio como el grueso de su ejército marchaba a gran distancia y tuvo noticias del movimiento de Liniers: «Mientras me ocupaba en hacer pasar cuatro cañones sobre el vado, que era muy profundo y fangoso, el brigadier general Craufurd que estaba en avanzada me informó que vio un gran cuerpo de infantería con una considerable cantidad de artillería aparentemente dirigiendo su marcha hacia la misma elevación, en los suburbios de Buenos Aires, que yo previamente le había señalado como el lugar que parecía más favorable para ocupar».
Ante la anticipación de Liniers, Craufurd «solicitó que se le permitiera avanzar con su brigada, y considerando que era demasiado tarde y que la brigada al mando del brigadier general Lumley, que para aquel entonces estaba exhausta por la severidad de la marcha, no podría llegar a este punto antes de la noche, le ordené al brigadier Craufurd que avanzara».
Las excelentes tropas del 95 y del batallón ligero que componían la división Craufurd, «algo inferior a 900 hombres», pese al esfuerzo de la marcha estaba en condiciones de operar pero no así las de Lumley: «de los regimientos 36 y 88 eran tantos los hombres que no podían avanzar debido a la fatiga de la marcha precedente que el número de efectivos que quedo en esos regimientos para la época en que cruce el riachuelo era muy reducido. La tarde precedente había tantos hombres incapacitados y cansados para cuando yo llegue a la Reducción que me vi obligado a dejar 150 allí. A la mañana siguiente cuando di la orden de marcha el brigadier Lumley me informó que había muchos más imposibilitados de proseguir. Ordené que todos esos hombres fueran enviados a la división principal del ejército en la Reducción».
Tampoco la artillería, dos cañones para proyectiles de seis libras y dos de tres libras, estaba en condiciones de seguir la rápida marcha necesaria para alcanzar a Liniers, mientras que la escasa caballería se encontraba en situación similar: «El mal estado de los caballos y la dificultad de los pasos era tal que aún con el gran celo y esfuerzo puestos por el capitán Frazer fue imposible llevarlos al Corral hasta mucho después que hubiera cesado la acción esa tarde».
Craufurd inició el avance siguiendo la actual avenida Sáenz (y su continuación Boedo) pudiendo ver a ratos las fuerzas de Liniers que se dirigían al mismo punto: «las primeras dos millas aproximadamente de la marcha fueron a través de tierras bajas cuya superficie era húmeda pero firme. Luego ascendimos algunas elevaciones y desde allí hasta el corral, la región estaba particularmente encajonada por gruesas barrancas y algunos setos vivos muy fuertes sobre ellas».
Tan pronto como Gower vio a la brigada del general Lumley lista para moverse le ordenó hacerlo mientras el marchaba a encontrarse con el brigadier general Craufurd: «Continuando mi marcha con las doce compañías bajo su comando llegue a la unión de las dos rutas que desde allí llevaban a los corrales de Miserere».

## Combate de Miserere

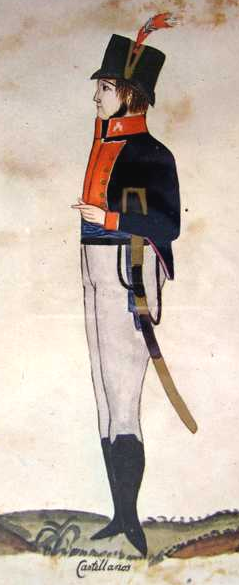
Compañía de Castellanos Viejos, Tercio de Vizcaínos.

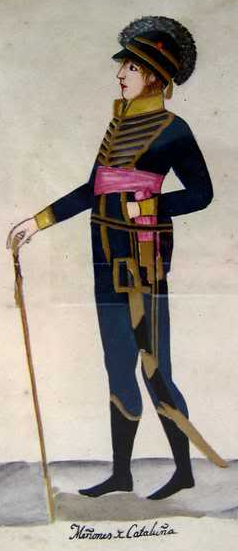
Oficial de Miñones.

Tras una marcha forzada Liniers llegó primero al matadero y formó sus tropas y sus once cañones en línea tras cercos de tunas. Los arribeños al mando de Juan Pío de Gana fueron de los primeros en llegar al terreno.
Los británicos llegaron al límite sur de la quinta de White, actual Avenida Belgrano, y torcieron por esta hacia el este unos 200 metros para continuar bordeando la quinta tomando la actual calle Liniers rumbo norte hasta la calle Victoria (Hipólito Yrigoyen) que rumbo nordeste los condujo tras unos cuatrocientos metros a los corrales. La cabeza de la columna inglesa llegó a las cinco de la tarde, ya al oscurecer y pocos minutos después de instalado Liniers: «Habiendo detenido la columna antes de ocupar el lugar, descubrimos la infantería y un cañón del enemigo ubicados detrás de los espesos cercos que estaban a su lado».
Liniers y el coronel Velasco contaban con 11 cañones y los batallones Fijo (167 plazas), Vizcaínos (446), Arribeños (435) y dos compañías de Miñones (130), más el regimiento de Blandengues (147) y otros dos escuadrones de caballería miliciana. Descubierta su posición, se dividieron en dos alas.
A instancias de Craufurd, Gower resolvió atacar sin esperar la reunión de Lumley: «Al ver que la línea que yo ocupaba estaba algo en diagonal a la que el enemigo había tomado, pensé que perdería menos hombres haciendo un ataque inmediato en vez de esperar que se me uniera la brigada del brigadier general Lumley y ordené al brigadier general Craufurd que atacara su línea a la bayoneta, en lo cual tuvo tanto éxito, que en pocos minutos la infantería del enemigo fue completamente derrotada y diez piezas de artillería estaban en nuestro poder».
En efecto, recibidos con fuego nutrido pero que después de la primera descarga fue mal dirigido, la división de Robert Craufurd se desplegó por escalones de compañías a la izquierda y cargó a la bayoneta con sus dos batallones a las órdenes de Pack y de Travers empujando a la fuerza de Liniers a través del matadero y consiguiendo desalojar y dispersar a las fuerzas patriotas en pocos minutos.
Pío de Gana, que había formado en el ala derecha llevando así el peso de la acción, fue muerto «al solo impulso del aire de una bala de cañón que le abrasó el vientre». Los defensores sobrevivientes huyeron en dos direcciones principales: el ala derecha de unos 400 hombres con Velasco y Liniers hacia la Chacarita siguiendo la actual Avenida Corrientes y otra, el ala izquierda, directamente hacia el centro de la ciudad (por las actuales Larrea, Alberti y Avenida Rivadavia).
Craufurd aunque ya era oscuro persiguió a estos últimos hasta pasar la actual calle Callao, donde empezaban las casas, donde ya caída la noche se detuvo para reorganizar la brigada con la intención de penetrar hasta el fuerte. Allí recibió órdenes de Gower, transmitidas por el capitán John Squires, comandante de ingenieros de la expedición, de retroceder a la línea de los corrales. Craufurd pidió a Gower por intermedio de Squires que revisara su orden y lo autorizara a sostener el ataque, al menos hasta encontrar resistencia seria, pero Gower envió una segunda orden perentoria para que se retirase: «El mayor general dijo que nuestros heridos, que no eran más de 8 oficiales y 34 o 35 soldados, estaban expuestos a ser aislados por partidas dispersas del enemigo que todavía estaban en el terreno».
Craufurd, después de dejar una avanzada de tres compañías, tuvo que retroceder al matadero de acuerdo a sus órdenes, para encontrarse que la posición estaba ya cubierta por Lumley: «Para cuando la infantería ligera volvió a formarse y se colocó una reserva sobre la artillería que había sido capturada ya era casi oscuro. La brigada del general Lumley había llegado en ese momento y tomo una excelente posición a la derecha de la división del brigadier general Craufurd. Yo decidí permanecer en esa posición hasta que se me uniese el resto del ejército».
La división de Elío, que debía apoyar a Liniers en la acción, llegó demasiado tarde y al ver el descalabro de la fuerza principal se dispersó, marchando todos a sus casas.
Las bajas inglesas fueron 14 soldados muertos y heridos 5 oficiales y 25 soldados mientras que las de Liniers fueron de unos 60 hombres. Los ingleses tomaron 80 prisioneros, más los cañones. De estos, fueron capturados uno de 12 libras, 1 de 8, 6 de 4 y un obús de 6.5 pulgadas, todas piezas de bronce completas y operativas, con carros de transporte y avantrenes. También capturaron otra pieza de 8 libras clavada por sus servidores.

## Consecuencias

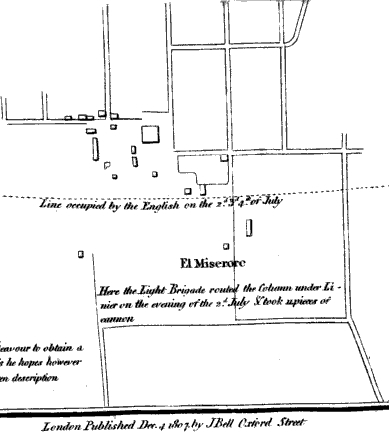
Líneas británicas tras el combate de Miserere.

Sin embargo se había ganado tiempo: la noche había caído y sin noticias del grueso del ejército, Gower no se decidió a penetrar en la ciudad, lo cual dio tiempo de reunir la artillería a las órdenes de Juan Bautista Azopardo en la Plaza Mayor, a fortificar las calles preparándose para combatir en ellas y a reunir casi 200 combatientes que no habían participado en la acción de los Corrales de Miserere.
Dos circunstancias salvaron la ciudad de caer en manos enemigas: ante todo la detención de la brigada Craufurd en los suburbios por órdenes de Gower y luego porque las divisiones de Elío y de Balbiani no se empeñaron en la lucha retrogradando de sus posiciones hasta el centro urbano. En esta plaza había quedado a causa de una contraorden recibida al momento de salir a campaña el 2.º batallón de Patricios acantonado en Barracas. Alumbradas las calles y las casas, de acuerdo a una determinación anteriormente adoptada, la luz sirvió de faro a las milicias porteñas que se reagruparon gradualmente.
La vanguardia que había marchado todo el día sin comer vivaqueó esa noche en el mismo matadero donde encontraron carne en abundancia lista para mandar a la ciudad. También obtuvieron galleta de la quinta de White y otros insumos en las casas vecinas de los suburbios que saquearon sistemáticamente. En la quinta de White también «había panadería y personas que empleaban todo el tiempo del día en hacer pan para el uso del ejército», según recuerda Joseph Bullock, a cargo de la Intendencia de la expedición. Gower por intermedio de White mandó un peón portugués con una carta para Whitelocke avisándole lo ocurrido y donde se encontraba, pero el peón llevó la carta a Liniers.
El cuartel general, la artillería y el hospital se establecieron en la quinta. A dos cuadras, en el matadero y las quintas adyacentes, se estableció la tropa: desde el ala derecha el regimiento 45 de infantería, luego el 6 y 9 de Dragones, la brigada Craufurd (Batallón Ligero y regimiento 95 de rifleros), después la brigada Lumley con los regimientos 88 y 36 y finalmente la brigada Auchmuty (regimientos 5, 87 y 38).
En la madrugada del día 5 la artillería se había adelantado al matadero y las tropas se hallaban listas para avanzar en 12 columnas según las posiciones de su acantonamiento previo. Whitelocke abandonó la casa de White y se sumó a sus tropas, dando la orden de ataque.
Dos días después, la dura resistencia callejera de los vecinos y milicianos y las desinteligencias del mando británico acabaron con la ofensiva. Whitelocke había perdido más de la mitad de sus hombres y la mayor parte de las columnas habían caído, por lo que descartado el bombardeo de la plaza solo quedaba la capitulación. Tras increpar duramente a Auchmuty por considerar que no lo había seguido adecuadamente y a White por haber confiado en el apoyo de la población (los llamó «malditos yanquis»), Whitelocke tomó la decisión de aceptar la capitulación propuesta por Liniers el 7 de julio. Que supondrá la completa retirada británica del Río de la Plata el 9 de septiembre.